# Ludwik Golmer
Ludwik Golmer (ur. 22 sierpnia 1867 w Warszawie, zm. 21 grudnia 1920 tamże) – polski pianista i pedagog muzyczny.

## Życiorys
Był synem Karola Golmera, nauczyciela w Instytucie Głuchoniemych w Warszawie, oraz Marii z d. Romanowskiej. Pobierał lekcje gry na fortepianie u Rudolfa Strobla, przedmiotów teoretycznych uczył się u Zygmunta Noskowskiego. W 1888 roku ukończył studia w Warszawskim Instytucie Muzycznym. Występował jako solista i akompaniator, koncertował wspólnie ze Stanisławem Barcewiczem, Leopoldem Auerem, Pawłem Kochańskim, Janem Reszkem i Mattią Battistinim. Uczył gry na fortepianie w Warszawie i Łodzi, od 1898 roku wykładał w Warszawskim Instytucie Muzycznym. Podczas I wojny światowej znalazł się na terenie Rosji, od 1915 roku był korepetytorem w Konserwatorium Moskiewskim, w latach 1917–1919 kierował szkołą muzyczną w Jelcu w guberni orłowskiej. W 1919 roku wrócił do Polski. Zmarł po długiej chorobie.
Pisał drobne utwory fortepianowe (polonezy, walce, etiudy). Rękopisy utworów Golmera, podobnie jak napisany przez niego podręcznik gry fortepianowej i notatki, zaginęły w trakcie I wojny światowej.
Jego synem był ekonomista Edward Golmer.